# 霍尔费尔德
霍尔费尔德（德語：Hollfeld，發音：[ˈhɔlˌfɛlt] ⓘ）是德国巴伐利亚州上弗兰肯行政区拜罗伊特县的城市，面积80.65平方千米，2023年12月31日人口为4,884人。